# Antonín Puč
Antonín Puč (16. května 1907, Jinonice – 18. dubna 1988, Praha) byl český fotbalový útočník, střelec branky ve finále MS 1934 v Itálii a člen Klubu ligových kanonýrů.

## Sportovní kariéra
Začínal v Čechii Smíchov, přešel do SK Smíchov a odtud jako osmnáctiletý v roce 1925 do Slavie, za kterou hrál 18 let. Sehrál v ní 700 zápasů. Pak hrál ještě krátký čas za žižkovskou Viktorii a končil opět na Smíchově. Nastřílel 123 branek (112 za Slavii Praha, 11 za Viktorii Žižkov), kterými se zapsal mezi nejlepší české kanonýry. Ještě mnoho let poté hrál za fotbalové internacionály.
V ligovém ročníku 1943/44 trénoval fotbalový klub SK Nusle.

### Reprezentace
Sehrál 59 zápasů v dresu ČSR a dal v nich 34 branek (do nedávna nejlepší střelec reprezentace, překonal ho Jan Koller). Hrál na dvou mistrovstvích světa, roku 1934 v Itálii a 1938 ve Francii.

## Charakteristika
Jeho specialitou byly ostré falšované střely z těžkých úhlů, kterým málokdo dokázal čelit. Dlouho hrál na místě levé spojky, ale když přišel do Slavie Vlasta Kopecký, přešel Puč na levé křídlo a hrál výborně i na novém místě. Znovu dával góly, protože Kopecký a v dresu ČSR Nejedlý mu posílali skvělé, kolmé přihrávky, na které Puč nabíhal. Střílel většinou halfvolejem, a protože měl skvělé klopení nohy, nikdy nepřestřelil.